# Milotice nad Opavou
Milotice nad Opavou (en allemand : Milkendorf) est une commune du district de Bruntál, dans la région de Moravie-Silésie, en République tchèque. Sa population s'élevait à 382 habitants en 2021.

## Géographie
Milotice nad Opavou se trouve à 6 km à l'est-sud-est de Bruntál, à 56 km à l'ouest-nord-ouest d'Ostrava et à 223 km à l’est de Prague.
La commune est limitée par Nové Heřminovy et Zátor au nord, par Lichnov à l'est, par Razová à l'est et au sud-est, par Dlouhá Stráň au sud-ouest, et par Bruntál et Oborná à l'ouest.

## Histoire
La première mention écrite de la localité date de 1288.

## Transports
Par la route, Milotice nad Opavou se trouve à 8 km de Bruntál, à 74 km d'Ostrava et à 293 km de Prague.